# Église Saint-Martin d'Écalles-Alix
L'église Saint-Martin est une église catholique située à Écalles-Alix, en France.

## Localisation
L'église est située à Écalles-Alix, commune du département français de la Seine-Maritime.

## Historique
L'église est datée du XIIe siècle et est modifiée au XVIIIe siècle. Le clocher est daté de 1160. La nef est reconstruite à l'initiative du seigneur dans la seconde moitié du XVIIIe siècle.
Le clocher est inscrit au titre des monuments historiques par arrêté du 24 novembre 1926.

## Description
L'édifice possède une cloche datée 1785.